# Satjiv S. Chahil
Satjiv Singh Chahil (* 19. Oktober 1950 in Amritsar) ist ein in Indien geborener, amerikanischer Manager der HighTech Industrie. Er prägte maßgeblich die Entstehung des Marketings im kalifornischen Silicon Valley.

## Leben

### Kindheit und Ausbildung
Chahil wurde am 19. Oktober 1950 in Amritsar, Indien, als Kind von Pritam Singh Chahil (Vater) und Champa Chahil (geb. Dugal) (Mutter) geboren. Als Mitglied des indischen Hockeykaders nahm Pritam Singh 1936 an den Olympischen Sommerspielen in Berlin teil. Er war Angestellter im öffentlichen Dienst und war als Publizist und Erziehungswissenschaftler tätig. Er zeichnet außerdem für Entstehung und Entwicklung der ersten automatischen Panjabi-Schreibmaschine verantwortlich. Pritam Singh erhält darüber hinaus Anerkennung für seine Übersetzung der Sri Guru Granth Sahib in englischer Sprache. Chahil studierte an der Lawrence School, Sanawar, Indien, und erhielt 1967 das Indian School Certificate (erteilt durch die Cambridge Universität). 1971 schloss er an der Punjab University, Chandigarh in Indien seinen Bachelor für Wirtschaftswissenschaften ab. Daraufhin folgte 1976 das Masterstudium an der Thunderbird School of Global Management.

### Karriere
Von September 1988 bis Februar 1997 war Chahil in diversen Funktionen bei Apple tätig. Seine Positionen umfassten Senior Vice President des globalen Marketings und Founding General Manager der Abteilungen für Neue Medien, Internet und Entertainment. Später war er verantwortlich für das weltweite Marketing und die Unternehmenskommunikation. Unter Chahil wurden zum ersten Mal Multimedia Komponenten (Quicktime Video- und Audio-Technologien und CD ROMs) in private Computer integriert. Er arbeitete auch mit Toshiba und Warner Bros. zusammen, um den DVD-Standard und das DVD-Authoring zu definieren.
Chahil entwickelte eine Partnerschaft zwischen Apple und dem American Film Institute (AFI), welches zu einer Allianz mit Paramount Pictures und Tom Cruise für Mission Impossible führte. Ebenso entwickelte er eine Kooperation mit dem Sänger Peter Gabriel und dem Auto Hersteller BMW. Er ging Partnerschaften mit bereits bestehenden Kunden des kreativen Umfeldes des damals neuen Webcastings, Audio/Video Downloads/Streaming ein und förderte somit die Entstehung der CD. Im Jahr 1996 organisierte Chahil den weltweit ersten Webcast bei den Grammy Awards.
1992 organisierte er das Hakone-Forum in Japan, welches Experten aus Wirtschaft und Bildung aus den Bereichen IT, Verlagswesen, sowie Film und Fernsehen zusammenführte, womit erstmals eine vollumfangreiche Multimedia-Agenda auf den Plan trat. Nur ein Jahr später, 1993, wurde Chahil Mitglied des Verbands LPGA of Japan Tour – einer der ersten Initiativen eines Technologie-Unternehmens des Landes, das Frauen als gleichberechtigte Konsumenten anerkannte. Um Computer für Kinder besser benutzbar zu machen, initiierte er 1996 besondere Maßnahmen. 1994 organisierte Chahil ein Treffen zwischen Apple-CEO Michael Spindler und dem indischen Premierminister P.V. Narasimha Rao sowie Finanzminister Manmohan Singh (später Premierminister). Dies war das erste Treffen zwischen dem CEO eines großen Technologieunternehmens und Mitgliedern der indischen Regierung. Chahil begann seine Karriere 1976 bei IBM, wo er sowohl eine Rolle bei der Einführung der ersten Geldautomaten spielte, als auch bei der Marktanpassung und Verbreitung der Barcode-Technologie. Zwischen 1979 und 1988 war Chahil bei Xerox beschäftigt. Als General Manager des strategischen Geschäfts trieb er dort maßgeblich die Akzeptanz des Unicode-Standards voran. Im Jahr 2000 schloss sich Chahil Palm an und wurde Chief Marketing Officer. Hier half er bei der Verbreitung von Mobile Computing. Fußabdrücke hinterließ er in etwa, als er eine Marketingkooperation mit Claudia Schiffer einging, um einen Handheld-Computer speziell für Geschäftsfrauen auf den Markt zu bringen. In Partnerschaft mit Panasonic half er außerdem bei der Entwicklung eines neuen mobilen Speichermediums (SD-Karte). In seiner fünfjährigen Beschäftigungszeit wuchs Palm zu einer der führenden Mobilfunkmarken. 2005 wurde Chahil Senior Vice President Global Marketing und Head of Marketing der Personal Systems Group bei Hewlett-Packard (HP). In dieser Zeit wuchs HP zum führenden Anbieter für PCs. Er initiierte die Auffrischungskampagne „The Computer is Personal Again“, welche in Kooperation mit Jay-Z, Jerry Seinfeld, Vivienne Tam, Paulo Coelho und Serena Williams für Aufmerksamkeit sorgte. Im Oktober 2009 schuf Chahil eine Kooperation mit Dr. Dre, um eine Edition limitierter Laptops, Beats by Dr. Dre with HP, auf den Markt zu bringen. Zwischen 1997 und 1999 war Chahil Berater für Digitale-Konvergenzthemen im Top-Management bei Sony. Hier half er bei der Einführung der Laptop-Produktlinie Vaio.
Chahil ist Mitglied der Millennium Council des American Film Institute. Er hat beste Beziehungen zu Kreativ-Communities in Publikation, der Film- und Musik-Industrie. Er wurde mehrfach als Sprecher auf globalen Technologie-Konferenzen eingeladen, sowie auf der Harvard-Universität Harvard University, Stanford University, der INSEAD und der Sorbonne. 2005 wurde er zusammen mit Christoph Loch und Markus Seidel Autor einer INSEAD Abhandlung zum Wandel in der Automotive-Industrie. Seit seiner Gründung ist Chahil Mitglied der Clinton Global Initiative. Er dient außerdem als Vertrauter der American India Foundation. Er war maßgeblich im Digital Equalizer Program beteiligt und half im Rahmen verschiedener Initiativen im Punjab (Indien), ein erhöhtes soziales Gleichgewicht sowie eine verbesserte Sozialstellung der Frauen herzustellen. Im Dezember 2012 spielte Chahil bei der partnerschaftlichen Zusammenführung von Sony und der San Francisco 49ers eine Rolle, die neue Standards in puncto Stadium und Fan-Erfahrung setzte: Als Teil dieser Initiative wird Sony überall auf dem Gelände in Santa Clara, Kalifornien, 4K-Kameras aufstellen, sodass Fans per Smartphone und Tablets Zugriff auf verschiedenste Blickwinkel und Close-Ups des Spielgeschehens haben werden. Chahil ist Mitglied des Leadership Council of Cinequest, dem Veranstalter des Cinequest Film Festival im Silicon Valley. Im Januar 2014 hielt Chahil eine Rede auf der Innovex 2014 in Tel Aviv, Israel, und sprach über seine eigenen Erfahrungen in Bezug auf Scheitern und Erfolge im Bereich der Innovation. Im März 2014 adressierte Chahil die Führungspersonen der Technologie-Branche in ihrer Konklave in San Francisco, und sprach über den Einfluss von Technologie auf Gesellschaft und Kultur. Die französische Paris Match bezeichnet Chahil in einem Titel-Beitrag als "der Prämier der Multimedia... irgendwo zwischen dem Videospielhelden Super Mario und Leonardo da Vinci... wie ein Protagonist aus einer Jules Verne Novelle... seine Gedanken kreisen nicht wie die der normalen Silicon Valley Millionäre – sondern als Humanist, der sich um die Bildung von Menschen weltweit sorgt.
Er lebt heute in Los Altos, Kalifornien.